# 谋爱上瘾
《谋爱上瘾》（英語：Conspiracy of Love），2019年中国偶像剧。本剧改编自三福互娱出版的同名网络漫画，由陈艳茜、蒙恩、祖怀、杜雯静领衔主演，爱奇艺于2019年8月12日首播。

## 播出时间
| 频道   | 所在地 | 播出日期      | 播出时间          | 备注 |
| ------ | ------ | ------------- | ----------------- | ---- |
| 爱奇艺 | 中国   | 2019年8月12日 | 每周一、周二12:00 |      |

## 演员列表

### 主要演员
| 演員   | 角色   | 介紹 |
| 陈艳茜 | 许舒贝 | 盛世集团员工，许长生侄女。腹黑、善于布局、重利也重义、有仇必报，不甘被人摆弄，始终与命运抗争。               |
| 蒙恩   | 盛筠   | 盛世集团未来继承人。敏感、不愿表露真心、我行我素、表面无情但渴望真情情、爱情观近乎洁癖、最憎恨利用感情的人。 |
| 祖怀   | 尚铭   | 盛筠哥们，有上进心的富二代。暖男，心软人善，重情重义。                                                       |
| 杜雯静 | 夏伊娃 | 许舒贝好友，盛家世交，summar集团千金。单纯、爱幻想、嘴硬心软、爱憎分明、感情至上。                           |

### 其他演员
| 演員     | 角色   | 介紹 |
| 徐永革   | 凌峯   |      |
| 高名扬   | 夏宇軒 |      |
| 吕易珊   | 梅琳達 |      |
| 吕一丁   | 盛一堂 |      |
| 于诚群   | 羅長生 |      |
| 王唯     | 羅唯一 |      |
| 仲炫雨霏 | 孟琳   |      |
| 張帆     | 林越   |      |